# Modibo Diakité
Modibo Diakité (Bourg-la-Reine, 2 maart 1987) is een Frans-Malinees voetballer die bij voorkeur als centrale verdediger speelt. Hij verruilde in juli 2015 Cagliari voor Frosinone.

## Clubcarrière
Op 28 mei 2006 debuteerde Diakité voor Pescara in de Serie B tegen AC Mantova. Twee maanden later trok Diakité naar SS Lazio, dat een bedrag van 300.000 op tafel legde voor de toen 19-jarige verdediger. Hij debuteerde in het Stadio Friuli in de met 4-2 gewonnen wedstrijd tegen Udinese. In het seizoen 2006-2007 eindigde SS Lazio als derde in de competitie, wat recht gaf op rechtstreekse kwalificatie voor de Champions League. Op 25 november 2008 verlengde SS Lazio het contract van Diakité tot de zomer van 2013.